# الفيلق الثالث (العراق)
الفيلق الثالث هو فيلق تابع للجيش العراقي، تأسس قبل عام 1978. وقد قاتل في الحرب العراقية الإيرانية؛ وحرب الخليج؛ والغزو الأمريكي للعراق عام 2003.

## الحرب الإيرانية العراقية
أُعلِن عن أن مقر الفيلق يقع في الناصرية في عام 1978 وأنه يتكون من الفرقتين الآليتين الأولى والخامسة والفرقة المدرعة التاسعة.
وقال اللواء (متقاعد) علاء الدين حسين مكي خماس، رئيس أركان الجيش السابق في الفترة 1981-1984، للمحققين الأميركيين بعد عقود من الزمن:
لم يكن الفيلق الثالث مستعدًا عندما شن الإيرانيون هجمات كبيرة في مايو/يونيو 1982، لذلك اُتُّخِذَ قرار بالانسحاب. هاجم الإيرانيون القطاع الجنوبي للفيلق قبل قرار الانسحاب. هذا ترك فرقتين، الفرقة الخامسة الآلية والسادسة المدرعة، للدفاع عن القطاع الشمالي للفيلق، ولكن ليس تحت أي ضغط. بقيت هاتان الفرقتان في الشمال بعيدًا عن القتال. كان القرار الصحيح في ذلك الوقت هو استخدام هذه الفرق لمهاجمة العدو وتطويق قواتنا في الجنوب، وبالتالي اللحاق بهم في المؤخرة. لو فعل الفيلق الثالث ذلك، لكان الهجوم الإيراني قد فشل. بسبب التفكير القديم المتشدد الذي سيطر على الجيش في ذلك الوقت، لم يعتقد أحد أن مثل هذا الهجوم سينجح إلا أنا وزميلي مكة مداد. كان اللواء شنشل يزور مقر الفيلق وكان محاطًا بأعضاء المكتب العسكري لحزب البعث. اعتبر اللواء القاضي، قائد الفيلق، اللواء شنشل بمثابة والده. سأله اللواء القاضي: "ماذا تقترح أن أفعل بهاتين الفرقتين؟ هل أسحبهما أم أهاجم بهما؟" أجاب اللواء شنشل: "لا أعرف. أنت قائد الفيلق؛ أنت من يقرر. لا أعرف". غرق قلبي. قائد فيلق يسأل رئيسه عما يجب فعله، وكان هذا هو الرد! المسكين اللواء القاضي كان يعلم أنهم يريدون منه الانسحاب.

## غزو العراق عام 2003، الحل
كان مقر الفيلق الثالث يقع في الناصرية في عام 2003، وكان يتألف من فرقة المشاة الحادية عشرة، وفرقة المشاة الآلية 51 (التي وردت في عام 2002 على أنها تضم لواء الميكانيك 31؛ ولواء الميكانيك 32؛ واللواء المدرع 41)، والفرقة المدرعة السادسة - وكلها بقوة تبلغ حوالي 50 في المائة. عملت الفرقة 51 جنوبًا لتغطية حقول النفط، وكانت الفرقة السادسة شمالًا بالقرب من العمارة، مما ترك ثلاثة عناصر بحجم لواء من الفرقة 11 لحراسة منطقة الناصرية.
حُلَّ الفيلق مع بقية الجيش العراقي بموجب أمر سلطة التحالف المؤقتة رقم 2 الصادر في مايو 2003.

## قراءة إضافية
- كوردسمان، أنتوني هـ. (2002) القدرات العسكرية العراقية في عام 2002: تقييم ديناميكي للشبكة، مركز الدراسات الاستراتيجية والدولية ، واشنطن العاصمة. .
- Fontenot، Gregory؛ Degen، E. J.؛ Tohn، David (2004). On Point: The United States Army in Operation Iraqi Freedom. Annapolis, Maryland: Naval Institute Press. ص. 222–232. ISBN:978-1-59114-279-9. مؤرشف من الأصل في 2024-12-26. اطلع عليه بتاريخ 2015-06-16.